# Bazin endoreic

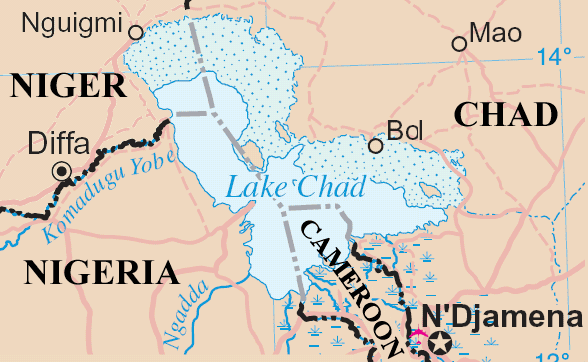
Lacul Ciad

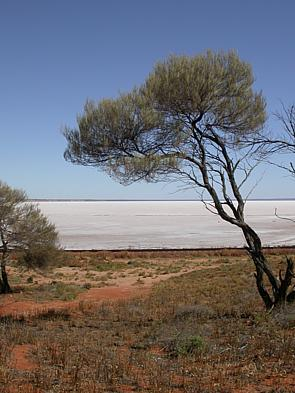
Malurile lacului Hart, un lac endoreic situat în deșertul din sudul Australiei

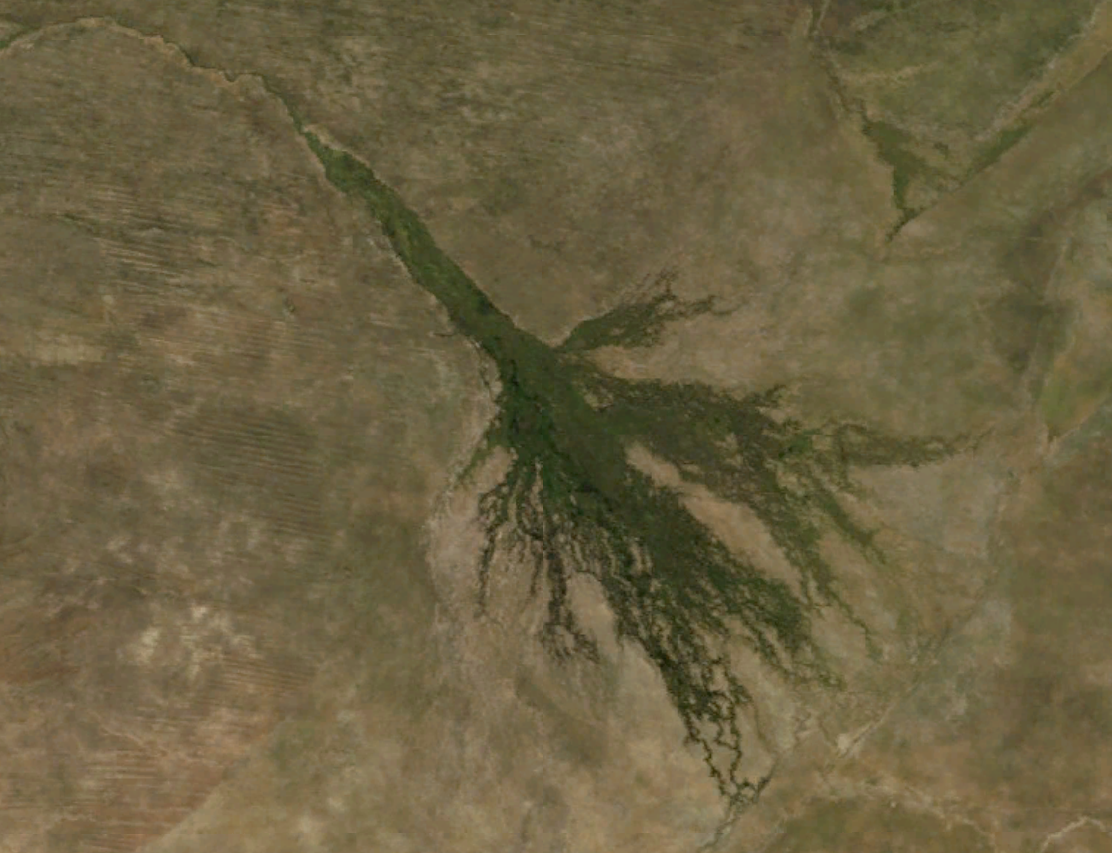
Delta Okavongo din satelit

Bazin endoreic sau zonă endoreică este un termen hidrologic definind o regiune din care apele scurse nu pot atinge oceanul planetar și se opresc într-o depresiune.
Adjectivul "endoreic" caracterizează un teritoriu drenat de râuri care nu au legături cu rețeaua hidrografică tributară oceanelor și mărilor.
Un lac endoreic este un lac fără scurgere de suprafață sau subterană, în care aporturile de apă sunt pierdute prin infiltrație sau evaporație.

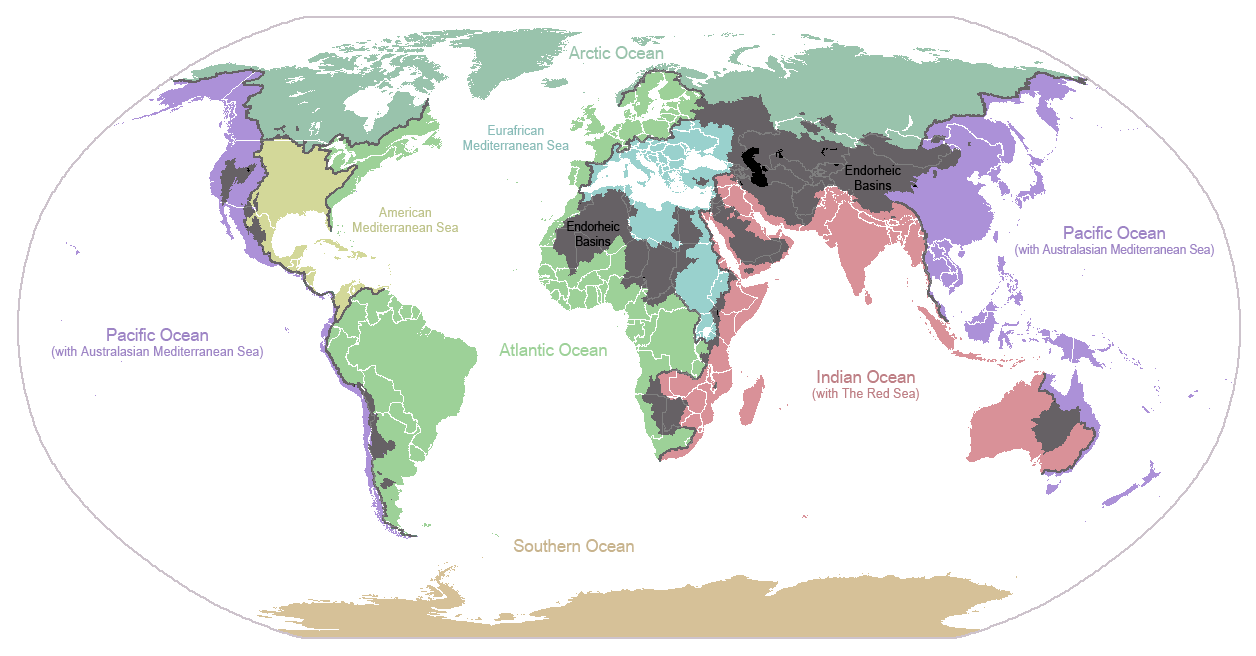
Harta bazinelor endoreice majore din lume. Bazinele endoreice sunt reprezentate în gri închis, iar lacurile endoreice majore cu negru.

Într-o regiune endoreică, rețeaua hidrografică este slab dezvoltată, predominând scurgerea subterană, râurile se varsă în lacuri fără scurgere sau își pierd treptat apa prin evaporare și infiltrație.
Caracteristice pentru regiunile endoreice sunt lacurile sărate și sărăturile.
Asemenea teritorii se întâlnesc în regiunile cu climă aridă.